# Elizabeth Lowys
Elizabeth Lowys, död 30 mars 1565, var en engelsk naturläkare som avrättades för häxeri. 
Hon var från Great Waltham och gift med bonden John Lowys i Chelmsford. Hon tycks ha varit verksam som klok gumma. Hon anklagades av sin make och sina grannar Philippa Geale och Agnes Devonyshe för att ha gjort dem sjuka, och prästen Brian Neadham samlade ihop bevis mot henne. Dessa visade sig inte räcka, men prästen fortsatte samla bevis. 
I april 1564 gavs hon skulden för att ha förhäxat bebisen Robert Wodley i Chelmsford och den treåriga John Canall i Colchester till döds, sedan hon anlitats av deras familjer för att bota deras sjukdom. I juni 1564 dömdes hon till döden för att ha begått mord genom trolldom. Hon påstod dock att hon var gravid, vilket sköt upp avrättningen fram till mars 1565, då det tydligen kunde konstateras att så inte var fallet. 
Hon var inte den första person som avrättats för häxeri i England, men hon var den första som avrättats för häxeri enligt den nya häxlagen från 1563, Witchcraft Act 1563. 